# Lidija Petrowna Pawlowa
Lidija Petrowna Pawlowa, geboren Petschkowa, (russisch Лидия Петровна Павлова, урожд. Печкова; * 31. Oktober 1929 in der Siedlung Proletarski, Rajon Serpuchow; † 1. April 2015 in Moskau) war eine sowjetische bzw. russische Finanzökonomikerin und Hochschullehrerin.

## Leben
Nach dem Schulabschluss 1947 studierte Pawlowa am  Moskauer Finanz-Institut (MFI) in der Fakultät für internationale Finanzbeziehungen mit Abschluss 1952. Die anschließende Aspirantur am MFI schloss sie 1956 mit der erfolgreichen Verteidigung ihrer Dissertation für die Promotion zur Kandidatin der ökonomischen Wissenschaften ab.
Darauf arbeitete Pawlowa im Moskauer Allunions-Fernstudien-Institut für Finanzökonomik, in dem sie 1977–1994 und 1996–1999 den Lehrstuhl für Staatshaushalt und Finanzen der Branchen der Volkswirtschaft leitete.
Seit den 1970er Jahren war Pawlowa Beraterin des Komitees für konsolidierten Haushalt des Finanzministeriums der RSFSR für den Obersten Sowjet der UdSSR. Sie war Vertreterin der UdSSR im internationalen Verband der örtlichen Regierungsorgane und beteiligte sich an dessen jährlichen Kongressen mit Berichten der russischen Seite. Sie verteidigte 1979 ihre Doktor-Dissertation über die örtlichen Finanzen unter den Bedingungen des Staatsmonopolistischen Kapitalismus mit Erfolg für die Promotion zur Doktorin der ökonomischen  Wissenschaften.
Ab 1994 leitete Pawlowa den Lehrstuhl für Steuern und Steuerbelastung der aus dem MFI entstandenen Finanz-Akademie. Sie absolvierte Praktika an der London School of Economics and Political Science, an der University of Toronto und in den Niederlanden. Sie war ständiges Mitglied der International Fiscal Association und hielt dort wiederholt Vorträge. Sie nahm am World Petroleum Congress in London, Ottawa, Oslo und Stockholm teil. Sie betreute mehr als 100 Kandidat- und Doktor-Dissertationen.

## Ehrungen, Preise
- Medaille „Für heldenmütige Arbeit im Großen Vaterländischen Krieg 1941–1945“
- Jubiläumsmedaille „Zum Gedenken an den 100. Geburtstag von Wladimir Iljitsch Lenin“
- Ehrenzeichen der Sowjetunion[1]
- Freundschaftsorden (Vietnam)
- Medaille „Veteran der Arbeit“
- Dank des Präsidenten der Russischen Föderation[1]
- Ehrenhochschulbildungsarbeiterin der Russischen Föderation
- Verdiente Wissenschaftlerin der Russischen Föderation[1]